# Маковские Выселки
Маковские Выселки — деревня в Михайловском районе Рязанской области России.

## Название
Другое название селения — Вылетовка. Названа так потому, что её жители выселились (вылетели) в сторону от прежнего места жительства.

## История
Образовано в XIX веке переселенцами из с. Маково.
До 1924 года деревня входила в состав Маковской волости Михайловского уезда Рязанской губернии.

## Известные уроженцы
- Кирилл (Павлов) - архимандрит Русской православной церкви.

## Население
| 1906 | 1929 | 2007 | 2010 |
| ---- | ---- | ---- | ---- |
| 527  | ↗676 | ↘9   | ↗17  |